# Saggio di Baeyer

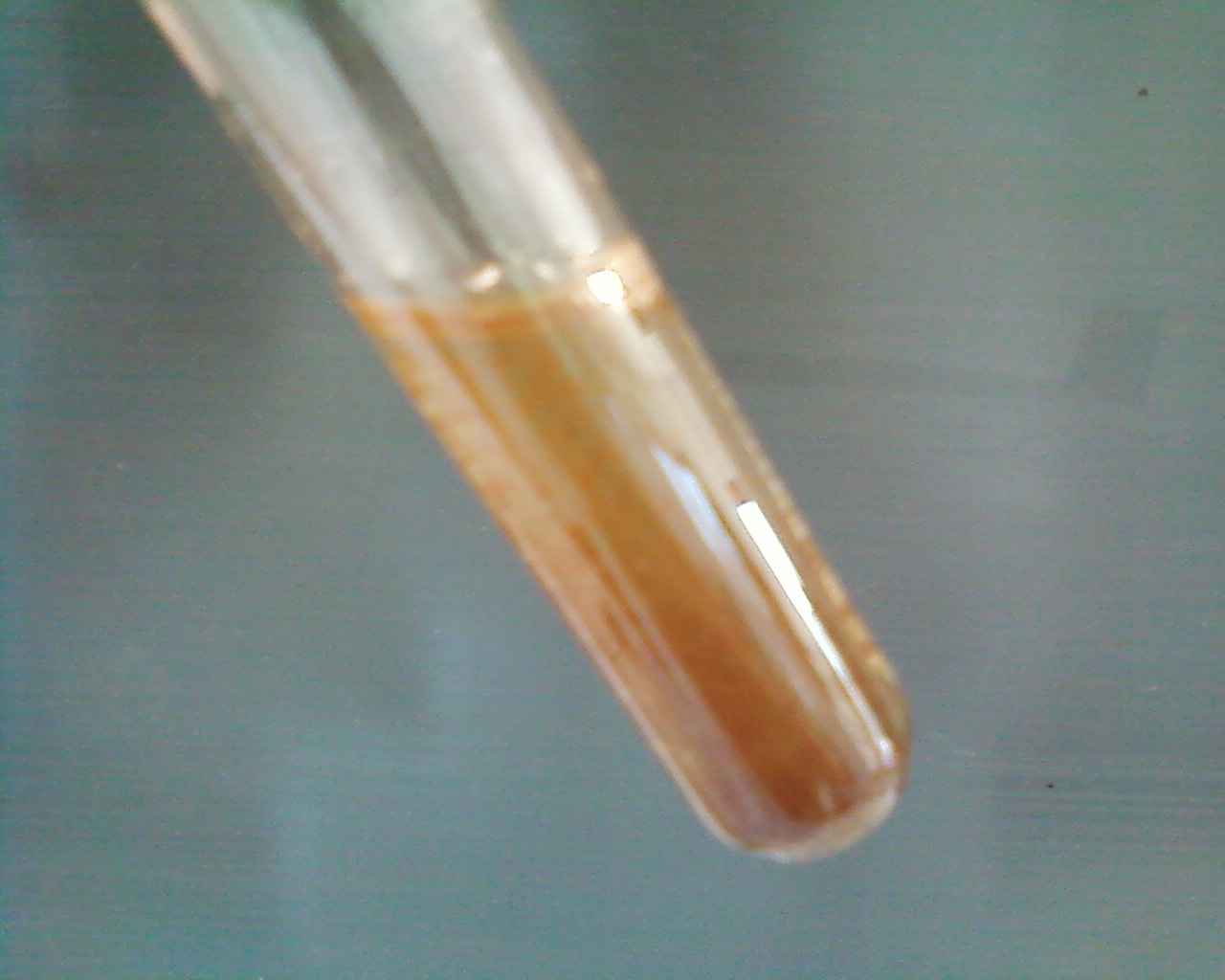
Precipitato marrone di MnO_{2}.

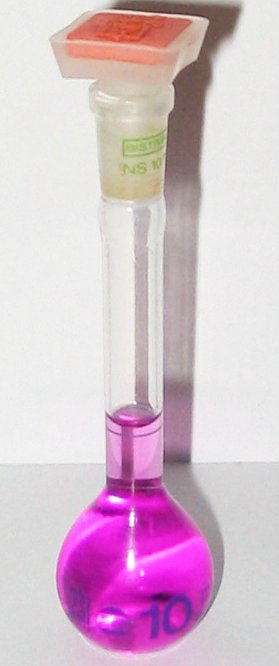
Reattivo di Baeyer contenuto in un matraccio da laboratorio.

Il saggio di Baeyer o saggio con il permanganato di potassio è un test chimico di riconoscimento che prende il nome dal premio Nobel per la chimica Adolf von Baeyer, suo ideatore. Viene utilizzato per il riconoscimento di doppi o tripli legami carbonio-carbonio presenti nella struttura del composto organico preso in analisi. Il saggio è utilizzato anche per il riconoscimento di alcol primari e secondari.

## Saggio riconoscimento degli alcheni

### Procedimento
In una provetta si mettono 0,5 mL di sostanza in esame precedentemente sciolta in acqua o in acetone, a cui vengono addizionate una alla volta alcune gocce di una soluzione di KMnO4 allo 0,2% agitando dopo ogni aggiunta. Il saggio è positivo se scompare la colorazione violetta del KMnO4 sostituita da una colorazione marrone dovuta al precipitato di biossido di manganese che si forma.

### Reazione
La reazione, nota come ossidrilazione, corrisponde all’addizione di due gruppi ossidrilici al doppio legame.
{\displaystyle {\ce {3 R-C=C-R + 2 KMnO4 -> 3 HO-C-C-OH + 2MnO2 + 2 KOH}}}

## Saggio riconoscimento degli alcol

### Procedimento
In una provetta si mettono 2 mL della sostanza da analizzare. Successivamente si aggiungono 5 mL di H2SO4 (4M) nella provetta. Si fa scaldare a bagnomaria fino alla temperatura di 50°. Si aggiungono poche gocce di KMnO4 mescolando e agitando.  Il saggio è positivo se la colorazione viola del permanganato scompare, mentre è negativo se questa colorazione persiste.

### Reazione
- Alcol primario → Reagisce e sparisce il colore viola del permanganato (incolore)

{\displaystyle {\ce {R-CH2-OH + KMnO4 -> R-CH=O + H2O + Mn2+}}}
- Alcol secondario → Reagisce e sparisce il colore viola del permanganato (incolore)

{\displaystyle {\ce {R2-CH-OH + KMnO4 -> R2-C=O + H2O + Mn2+}}}
- Alcol terziario → Non reagisce (rimane il colore viola)